# Лерер, Джона
Джона Ричард Лерер (род. 25 июня 1981, Лос-Анджелес, Калифорния) — американский писатель

 и блогер. Автор бестселлеров Proust Was a Neuroscientist (2007), How We Decide (2009),  Imagine: How Creativity Works (2012).

## Биография
Лерер учился нейронаукам в Колумбийском университете и был стипендиатом Родса. Он построил медиа-карьеру на стыке нескольких направлений науки с уклоном на широкий круг аспектов человеческого поведения. С 2007 по 2012 Лерер опубликовал три документальных книги, которые стали бестселлерами, а также регулярно писал для «Нью-Йоркера» и «Wired».
С 2012 года Лерер был обличен в незначимой переработке своих более ранних работ, плагиате и фабрикации цитат и фактов. Тщательные проверки начались после расследования Майкла Мойнихана в отношении третьей книги Лерера «Вообрази. Как работает креативность». Эта и предшествующая книги Лерера были отозваны издательством после внутреннего расследования, обнаружившего значительные проблемы в текстах произведений. Сам Лерер был уволен из «Нью-Йоркера» и «Wired».

## Личная жизнь
В 2008 году Лерер вступил в брак с журналисткой Сарой Либовиц. У пары двое детей.